# Sospirolo
Sospirolo ist eine nordostitalienische Gemeinde (comune) mit 3137 Einwohnern (Stand 31. Dezember 2023) in der Provinz Belluno in Venetien. Die Gemeinde liegt etwa 13 Kilometer westlich von Belluno im Parco nazionale delle Dolomiti Bellunesi. Sospirolo ist Teil der Comunità Montana Val Belluna. Im Gemeindegebiet und Naturpark der Dolomiten liegt der Lago di Mis.

## Geschichte
Im Jahre 1456 wurde in Vedana eine Kartause (Certosa di Vedana) errichtet, 2014 wurde sie aufgelassen. Die Kartäuserinnen zogen in andere Konvente in Italien und Frankreich.